# Ellinore Hallin
Ellinore Hallin, född 12 augusti 1987, är en svensk friidrottare (häcklöpning och mångkamp). Hon utsågs år 2015 till Stor Grabb/tjej nummer 537.
Vid U23-EM i Kaunas, Litauen år 2009 kom hon på en tolfteplats med 5 574 poäng.
Hallin kom på inomhus-EM i Göteborg 2013 på en niondeplats i sjukamp.

## Personliga rekord
| Utomhus - 200 meter – 24,66 (Stockholm 17 augusti 2012) - 800 meter – 2:17,63 (Götzis, Österrike 26 maj 2013) - 60 meter häck – 8,73 (Växjö 7 februari 2010) - 100 meter häck – 13,42 (Umeå 2 augusti 2014) - 100 meter häck – 13,55 (Götzis, Österrike 25 maj 2013) - Höjdhopp – 1,75 (Szczecin, Polen 27 juni 2009) - Längdhopp – 5,88 (Jönköping 29 maj 2012) - Längdhopp – 5,81 (Kladno, Tjeckien 10 juni 2012) - Kula – 14,24 (Karlskrona 15 juni 2009) - Kula – 14,24 (Karlskrona 15 augusti 2009) - Slägga – 33,09 (Stockholm 31 augusti 2010) - Spjut – 43,26 (Jyväskylä, Finland 3 juli 2005) - Sjukamp – 5 801 (Kladno, Tjeckien 10 juni 2012) | Inomhus - 200 meter – 26,22 (Karlskrona 17 januari 2010) - 800 meter – 2:18,37 (Göteborg 1 mars 2013) - 60 meter häck – 8,27 (Tammerfors, Finland 8 februari 2014) - 60 meter häck – 8,42 (Göteborg 1 mars 2013) - Höjdhopp – 1,74 (Stockholm 7 mars 2010) - Höjdhopp – 1,73 (Växjö 10 februari 2013) - Längdhopp – 5,97 (Göteborg 1 mars 2013) - Kula – 15,19 (Tammerfors, Finland 8 februari 2014) - Kula – 14,07 (Växjö 10 februari 2013) - Femkamp – 4 372 (Göteborg 1 mars 2013) |